# Mustela
Mustela Linnaeus, 1758 è un genere di mammiferi della famiglia dei Mustelidi (Mustelidae). Con le sue 16 specie è il genere più numeroso della famiglia: ad esso sono ascritte specie ben conosciute come l'ermellino (Mustela erminea), la donnola (Mustela nivalis), la puzzola (Mustela putorius) e la sua controparte domestica, il furetto (Mustela furo). È ampiamente diffuso dai tropici alle regioni artiche, in Europa, America del Nord e gran parte dell'Asia; la donnola e la puzzola sono presenti anche in piccole zone del Nordafrica (rispettivamente, Egitto e Marocco).

## Descrizione
Le specie di questo genere sono animali estremamente agili e veloci, dal corpo slanciato, le zampe corte e la coda di media lunghezza. Le loro dimensioni variano tra quelle della puzzola (51-65 cm di lunghezza totale e 500-1500 g di peso) e quelle della donnola, che, con 23-30 cm di lunghezza totale e 25-130 g di peso, è il rappresentante più piccolo non solo della famiglia dei Mustelidi, ma dell'intero ordine dei Carnivori. La loro pelliccia è generalmente di colore rosso o marrone sulle parti superiori e bianco sull'addome. Al sopraggiungere della stagione fredda alcune popolazioni di certe specie, come l'ermellino e la donnola, perdono i peli bruni, che vengono sostituiti da altri più lunghi e folti di colore bianco, destinati a formare la candida pelliccia invernale; all'inizio della stagione calda si svolge il processo opposto. Tutte le specie hanno l'abitudine di sollevarsi sulle zampe posteriori per poter vedere meglio di quanto non farebbero rimanendo sulle quattro zampe.

## Biologia

### Alimentazione
Tutte le donnole e le puzzole sono cacciatori terrestri che catturano qualunque piccolo roditore, coniglio, uccello, insetto, lucertola o rana che si presenti a portata di mano. Molte forme sono esclusivamente carnivore; i loro denti sono altamente specializzati per uccidere e dilaniare la preda. Non si nutrono in modo indiscriminato: ciascuna specie sceglie, tra le diverse prede a disposizione, un «menù» diverso. La scelta è determinata, tra le altre cose, dalla propria taglia, dalle dimensioni, dalla quantità e dalla possibilità di cacciare la preda. Le donnole, che sono di piccole dimensioni, cacciano sorci, arvicole e soprattutto topi campagnoli; possono uccidere anche piccoli conigli, ma probabilmente, a volte, non vale la pena tentare se sono in grado di trovare piccoli roditori e uccelli in quantità sufficiente. Le specie più grandi, come gli ermellini, cacciano qualsiasi roditore capiti loro a tiro, ma hanno un maggior profitto concentrandosi su prede più grosse come i conigli e le talpe.
In Gran Bretagna è stato fatto un esperimento a partire dal 1953 per studiare la dipendenza della donnola e dell'ermellino dalle diverse prede. È stato introdotto il virus della mixomatosi che ha ridotto immediatamente del 90% la popolazione prima abbondante di coniglio. In tal modo la vegetazione si è infittita, costituendo un ottimo rifugio per arvicole e topi. In concomitanza la popolazione di ermellini si è ridotta drasticamente, mentre quella della donnola è aumentata. Dal 1970 è iniziata la lenta guarigione dei conigli e la vegetazione ha ricominciato a ridursi. Attualmente l'ermellino è di nuovo in incremento, mentre la donnola è in declino.
Moltissime specie tra le più grandi sono meno selettive nella scelta del cibo, infatti mangiano qualsiasi cosa incontrino e possono cacciare preferibilmente roditori, ma anche insetti, vermi e carogne.
Il raro furetto dai piedi neri, delle praterie degli USA occidentali, ha invece una dieta molto specializzata, infatti dipende interamente dai cani della prateria. Laddove i cani della prateria sono stati controllati dall'uomo, perché troppo abbondanti, il furetto dai piedi neri si è estinto.

### Comportamento
Le donnole cacciano sotto terra o sotto la neve, e sono attive giorno e notte. Alcune delle specie più grandi spesso sono notturne. Di solito i maschi e le femmine hanno territori di abitazione separati, che possono sovrapporsi tra loro, ma mai a territori dello stesso sesso. I residenti si evitano tra loro ogni volta possibile; le femmine sono subordinate ai maschi, tranne quando hanno i piccoli. I territori sono più piccoli in habitat ricchi di prede, nella stagione riproduttiva e tra le specie di piccola taglia.
Il maschio della donnola, in Gran Bretagna, ha un territorio di 1-25 ettari; il maschio dell'ermellino, in Europa, ha un territorio di 20-40 ettari e in Russia superiore ai 100-2500.

### Riproduzione
Le abitudini riguardanti la riproduzione si conoscono nei dettagli solo per alcune specie. Nell'ermellino l'impianto dell'uovo fecondato è ritardato, ma questo non sembra avvenire nelle altre specie.
I piccoli nascono ciechi e con il pelo raso, in un nido sicuro, spesso preso a prestito da un animale cacciato e rivestito con il pelo di vittime precedenti. Gli occhi dei piccoli della donnola si aprono a 3-4 settimane, mentre quelli delle donnole più grandi e delle puzzole si aprono a 5-6. I piccoli cominciano a masticare a 3-5 settimane, sebbene l'allattamento duri 6-12 settimane; la famiglia resta unita ancora per alcune settimane dopo lo svezzamento. Le specie più grandi e i maschi dell'ermellino sono in grado di riprodursi per la prima volta a un anno di età; le femmine di questa specie si accoppiano, quando sono ancora molto piccole, con il maschio che detiene il potere nel territorio in cui risiede la loro madre. Ambedue i sessi della donnola possono, se il cibo è abbondante, raggiungere la maturità sessuale a 3-4 mesi.

## Specie
Attualmente al genere vengono ascritte 16 specie, ripartite in tre sottogeneri:
- Sottogenere Mustela

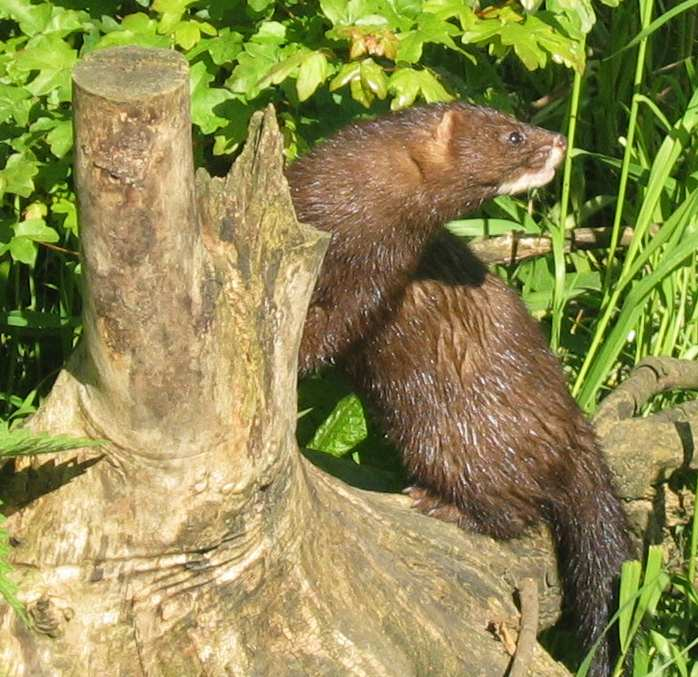
Il visone europeo (Mustela lutreola).

  - Mustela altaica Pallas, 1811, la donnola degli Altai;
  - Mustela erminea Linnaeus, 1758, l'ermellino;
  - Mustela haidarum Preble, 1898, l'ermellino delle Haida;
  - Mustela kathiah Hodgson, 1835, la donnola dal ventre giallo;
  - Mustela nivalis Linnaeus, 1766, la donnola;
  - Mustela richardsonii Bonaparte, 1838, l'ermellino americano;
- Sottogenere Lutreola
  - Mustela itatsi Temminck, 1844, la donnola giapponese;
  - Mustela lutreola (Linnaeus, 1761), il visone europeo;
  - Mustela lutreolina H. C. Robinson e Thomas, 1917, la donnola indonesiana;
  - Mustela nudipes Desmarest, 1822, la donnola dai piedi nudi;
  - Mustela sibirica Pallas, 1773, la donnola siberiana;
  - Mustela strigidorsa J. E. Gray, 1853, la donnola dal dorso striato;
- Sottogenere Putorius
  - Mustela eversmanii Lesson, 1827, la puzzola delle steppe;
  - Mustela furo Linnaeus, 1758, il furetto;
  - Mustela nigripes (Audubon e Bachman, 1851), il furetto dai piedi neri;
  - Mustela putorius Linnaeus, 1758, la puzzola.

Anche il visone americano e l'estinto visone marino venivano spesso classificati nel genere Mustela, ma secondo studi più recenti gli studiosi hanno scoperto che non sono imparentati con gli altri Mustela, tanto da essere poi classificati in un genere a sé, Neovison, da Wilson e Reeder (2005). Nel 2021 le due specie di Neovison sono state poi trasferite nel genere Neogale insieme alla donnola dalla lunga coda (Mustela frenata), alla donnola dal ventre rigato (Mustela africana) e alla donnola colombiana (Mustela felipei), essendosi dimostrato il clade contenente queste cinque specie completamente distinto da Mustela. In quanto il nome Neogale venne introdotto da John Edward Gray nel lontano 1865, ha la precedenza sul nome Neovison.

## Leggende, miti e simboli
Alle donnole è stata assegnata una gran varietà di significati culturali.
Nell'antica Grecia, trovare una donnola vicino alla propria casa era considerato un segno di sfortuna, particolarmente grave «soprattutto se in casa c'è una ragazza che sta per sposarsi», poiché si pensava che l'animale (in base all'etimologia del nome in greco) fosse una sposa infelice che era stata trasformata in donnola e di conseguenza si dilettasse a distruggere gli abiti da sposa. In Macedonia, invece, le donnole sono generalmente considerate un presagio di buona fortuna.
Nel Meclemburgo (Germania) della prima età moderna si riteneva che amuleti confezionati con parti del corpo della donnola fossero dotati di un forte potere magico e il periodo compreso tra il 15 agosto e l'8 settembre era specificamente destinato all'uccisione di questi animali.
Sulla Montagne Noire (Francia), in Rutenia e presso la cultura altomedievale dei Venedi, le donnole non dovevano essere uccise.
Anche secondo Daniel Defoe incontrare una donnola è di cattivo auspicio. Nelle aree anglofone, il termine «donnola» (weasel) può essere un insulto per indicare qualcuno considerato subdolo, connivente o inaffidabile e vengono definite weasel words (letteralmente «parole donnola») parole o espressioni vaghe, fuorvianti o equivoche.

### Nel folklore giapponese

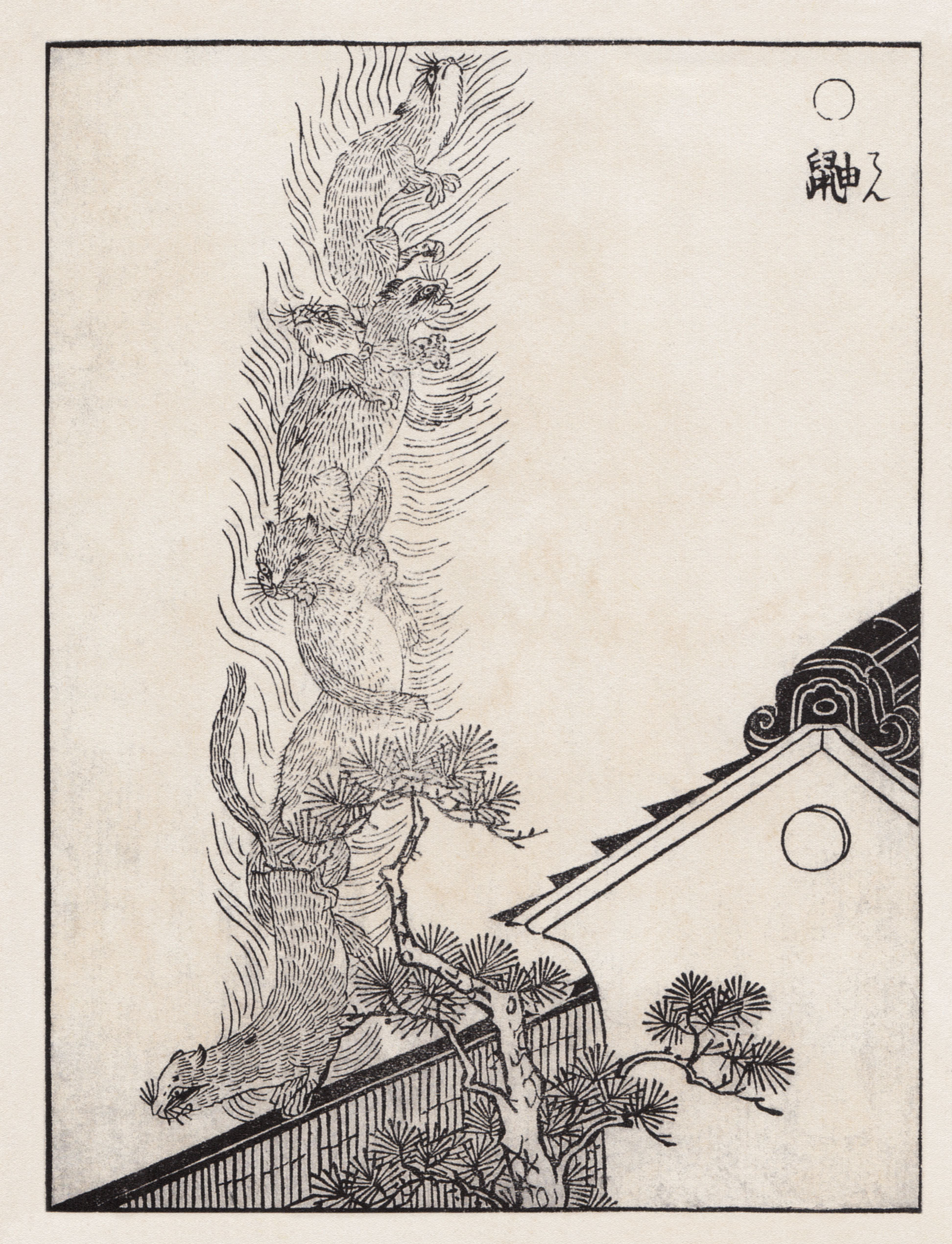
Il «Ten» raffigurato nel Gazu hyakki yagyō di Toriyama Sekien.

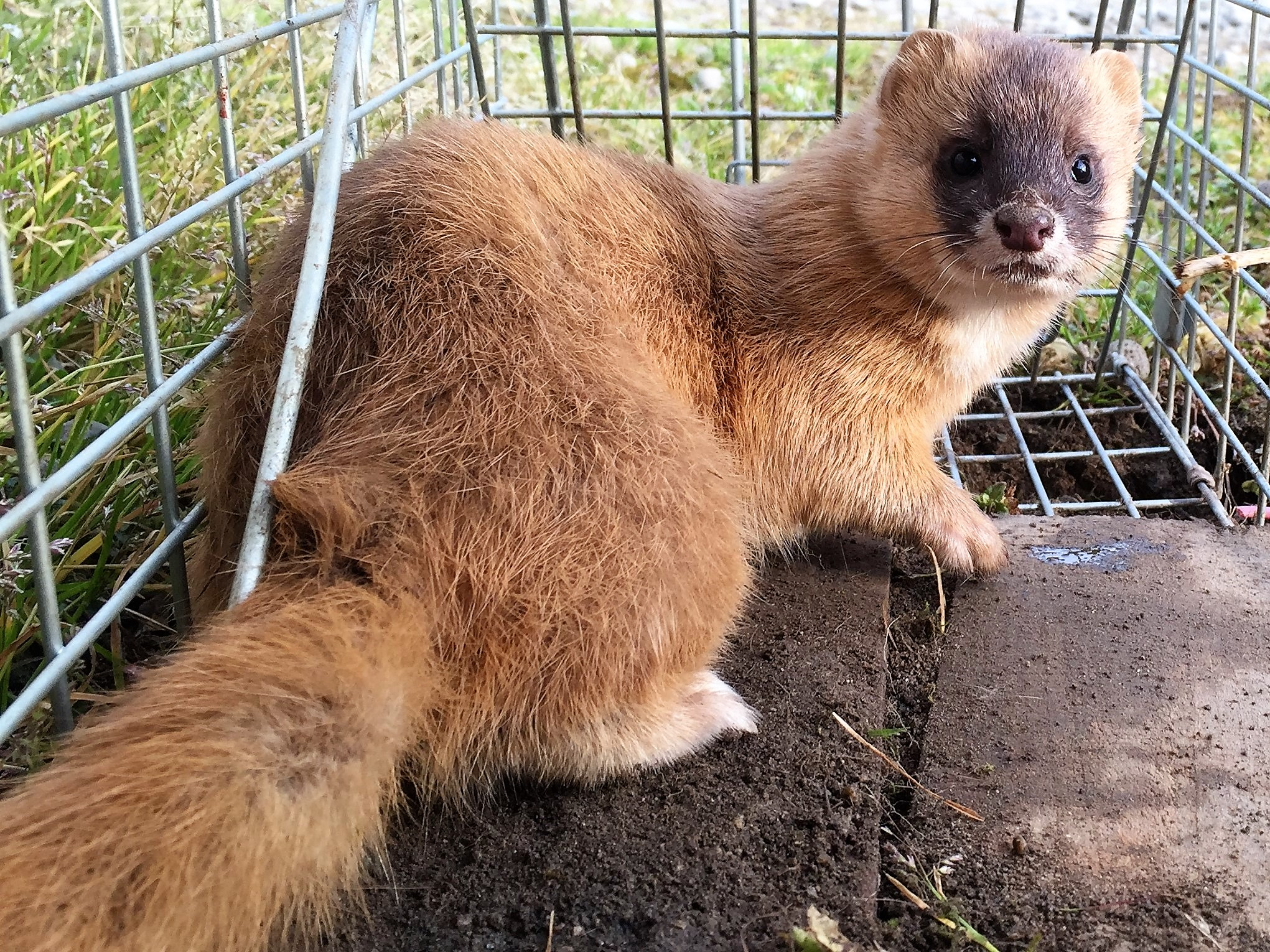
Una donnola giapponese.

In Giappone le donnole (itachi, 鼬、鼬鼠) erano considerate yōkai (esseri soprannaturali che provocavano strani eventi). Secondo l'enciclopedia Wakan Sansai Zue del periodo Edo, un branco di donnole avrebbe causato conflagrazioni e il grido di una donnola era considerato un presagio di sventura. Nella prefettura di Niigata, il suono emesso da un branco di donnole somigliava a quello di sei persone che mondano il riso, quindi era chiamato «mortaio da sei persone della donnola» ed era un presagio per il declino o il fiorire della propria casa. Si dice che quando delle persone inseguono tale suono, questo si interrompe.
Si dice anche che cambino forma come la volpe (kitsune) o il tanuki, e i nyūdō-bōzu di cui si parla nelle leggende nelle regioni di Tōhoku e di Chūbu sono considerati donnole sotto mentite spoglie e si ritiene anche che si trasformino in ōnyūdō e piccoli monaci.
Nella raccolta di raffigurazioni Gazu hyakki yagyō di Toriyama Sekien le donnole vengono indicate con il titolo 鼬, ma non vengono chiamate itachi, bensì ten, nome con cui viene indicata la martora giapponese (Martes melampus): i ten erano considerati donnole che avevano raggiunto i cento anni di età e divenuti yōkai dotati di poteri soprannaturali. Secondo altri testi, quando le donnole raggiungono diverse centinaia di anni di età diventerebbero dei mujina (tassi giapponesi).
In giapponese le donnole sono chiamate iizuna o izuna (飯綱) e nelle regioni di Tōhoku e di Shinshu si credeva che vi fossero famiglie che potevano entrare in possesso del corpo di questi animali e sfruttarli a proprio vantaggio; le creature possedute erano note come iizuna-tsukai o kitsune-mochi. Si dice che il monte Iizuna, nella prefettura di Nagano, abbia questo nome perché fu qui gli dei dettero a tali uomini la padronanza di questa tecnica.
Secondo lo studioso di folklore Mutō Tetsujō, le donnole «sono chiamate izuna nel distretto di Sengoku della prefettura di Akita, dove vengono sfruttate dalle ichico (itako)». Inoltre, nel distretto di Kitaakita, vengono chiamate mōsuke (猛助) e vengono temute come yōkai ancor più delle volpi (kitsune).
Nella lingua ainu gli ermellini sono chiamati upas-čironnup o sáčiri, ma poiché anche le donnole vengono chiamate sáčiri, Mashio Chiri ha ipotizzato che il titolo onorifico poy-sáčiri-kamuy (dove poy significa «piccolo») si riferisse a queste ultime.

#### Ilkamaitachi
Il kamaitachi è uno yōkai dall'aspetto di donnola che si muove cavalcando folate di vento, munito di artigli affilati come rasoi coi quali ferisce alle gambe i malcapitati passanti per poi dileguarsi immediatamente. L'azione è così rapida che spesso le vittime non si accorgono nemmeno dell'attacco, anche perché le ferite inferte non provocano dolore ma solo sanguinamento, a volte anche copioso. Secondo alcune versioni, invece, accadrebbe l'esatto contrario e cioè che le ferite non sanguinerebbero quasi per nulla ma causerebbero grande dolore e in taluni casi sarebbero fatali. Questa interpretazione sembra sia da ricondurre a Toriyama Sekien, che fu probabilmente anche il primo ad associare l'apparizione alla donnola; egli eseguì, infatti, un tipico gioco di parole, alterando leggermente uno dei nomi più popolari della creatura, kamaetachi (構え太刀? "attacco di tachi"), per trasformarlo appunto in kamaitachi (鎌鼬? "donnola con le falci").